# 港が見える丘
「港が見える丘」（みなとがみえるおか）は、東辰三作詞・作曲、平野愛子歌唱による歌謡曲。1947年（昭和22年）、当時新人歌手であった平野が歌った、終戦直後流行歌である。

## 概要
発売当時のB面曲は竹山逸郎の「泪の乾杯」。発売当時のレコード売上は25万枚。1968年時点での累計売上は45万枚。
歌詞には具体的な地名は一切登場せず、この曲の舞台となる「港」がどの港であるかは定かではない。横浜市にこの歌のタイトルを冠した「港の見える丘公園」があり公園内には歌碑もあることから横浜の歌として親しまれているが、作者の東辰三（あずま・たつみ）の出身地である神戸の歌としても親しまれていて、東の息子である山上路夫は、「どこが歌の舞台なのか、よくわかりません。（神戸と横浜）二つの港町のイメージをだぶらせて作ったのではないでしょうか」 と述べている。
1947年の暮れには、「泪の乾杯」「誰か夢なき」（歌：藤原亮子 & 竹山逸郎）と共に初のビクター・ヒット賞の受賞曲となった。
ザ・ピーナッツの「手編みの靴下」（作詞：岩谷時子/作曲：宮川泰）は、この歌がベースとなって誕生した。そして更に岩谷が詞を改作したものが、園まりの「逢いたくて逢いたくて」である。

## カバー
- 藍川由美 - アルバム『東京行進曲〜日本の歌謡』収録
- 青江三奈 - アルバム『GOLDEN☆BEST 青江三奈 カヴァー・コレクション』収録
- 石川さゆり - アルバム『二十世紀の名曲たち』収録
- 石原詢子 - シングル『ひとり日本海』、アルバム『我がこころの愛唱歌〜夢と希望に満ちてたあの時代〜』、CD-BOX『石原詢子 時代のうた』収録
- 角松敏生 - アルバム『1988-1993』収録
- 小柳ルミ子 - アルバム『小柳ルミ子 CD-BOX』収録
- 鮫島有美子 - アルバム『白い花の咲く頃』収録
- ちあきなおみ - アルバム『港が見える丘』収録
- 西田あい - アルバム『アイランド・ソングス　～私の好きな愛の唄～』収録
- 浜田真理子 - アルバム『ソー・ファー・ソングス』収録
- 氷川きよし - アルバム『氷川きよし・演歌名曲コレクション15〜情熱のマリアッチ〜』収録
- 藤圭子 - 1970年 アルバム『歌いつがれて25年 藤圭子演歌を歌う』収録
- 日野美歌 - アルバム『横浜フォール・イン・ラブ』収録
- 水森かおり - アルバム『歌謡紀行VI 〜ひとり薩摩路〜』収録
- 美空ひばり - アルバム『歌は我が命（第4集）～美空ひばり心の歌を唄う～』収録
- 村上ゆき - アルバム『夢で逢いましょう』収録
- 森昌子 - アルバム『あのころ』収録
- 遊佐未森 - アルバム『スヰート檸檬』収録
- フランク永井 - アルバム『魅惑の低音で聴く極上カバー集2』収録
- 内海みゆき - アルバム『Beside You』収録